# Теорема на Еренфест
Теоремата на Еренфест, изказана от австрийския и холандския физик Паул Еренфест, свързва очакваните стойности на операторите на координатите и импулса с очакваната стойност на силата F=-dV/dx за частица с маса m, движеща се в потенциал V(x):
```

  

    

      

        
m

        

          

            
d

            

              
d

              
t

            

          

        

        
⟨

        
x

        
⟩

        
=

        
⟨

        
p

        
⟩

        
,

        

        

        

          

            
d

            

              
d

              
t

            

          

        

        
⟨

        
p

        
⟩

        
=

        
−

        

          
⟨

          

            

              

                
∂

                
V

                
(

                
x

                
)

              

              

                
∂

                
x

              

            

          

          
⟩

        

        
 

        
.

      

    

    
{\displaystyle m{\frac {d}{dt}}\langle x\rangle =\langle p\rangle ,\;\;{\frac {d}{dt}}\langle p\rangle =-\left\langle {\frac {\partial V(x)}{\partial x}}\right\rangle ~.}

  

```

Изказана разговорно, теоремата твърди, че очакваните средни стойности на квантовите величини се подчиняват на класическите уравнения на Нютоновата механика. Теоремата е частен случай на по-общото твърдение, че очакваната стойност на един квантов оператор А се задава с отношението:
{\displaystyle {\frac {d}{dt}}\langle A\rangle ={\frac {1}{i\hbar }}\langle [A,H]\rangle +\left\langle {\frac {\partial A}{\partial t}}\right\rangle }